# Tribunaux de révision du RPC et du Programme de la SV
Les tribunaux de révision sont des entités juridiques canadiennes indépendantes chargées d’entendre les appels de décisions rendues par Développement social Canada (DSC) en ce qui concerne les prestations du Régime de pensions du Canada (RPC) et de la Loi sur la sécurité de la vieillesse (SV).

## Principe
Chaque appel est entendu par trois membres choisis par le Commissaire des tribunaux de révision à partir d’un groupe d’experts nommés par le gouverneur en conseil. Un tribunal de révision doit être présidé par un avocat. Si l’appel concerne une prestation d’invalidité, au moins un des deux autres membres du tribunal doit pratiquer une profession désignée dans le domaine de la santé. 
Les personnes interjetant appel à un tribunal de révision ont droit à une audience orale à un endroit au Canada qui leur convient. Elles peuvent apporter à l’audience de nouvelles preuves pour appuyer leur cas. Les décisions rendues par un tribunal de révision en vertu du Régime de pensions du Canada peuvent faire l’objet d’un appel avec l’autorisation de la Commission d’appel des pensions (CAP). Les décisions rendues par un tribunal de révision en vertu de la Loi sur la sécurité de la vieillesse peuvent être assujetties à un examen judiciaire par la Cour fédérale.

## Historique
Depuis décembre 1991, le Bureau du Commissaire des tribunaux de révision (BCTR) est responsable de l’administration du palier d’appel des tribunaux de révision en vertu du Régime de pensions du Canada. En 1995, les tribunaux de révision se sont vu confier les appels finals en vertu de la Loi sur la sécurité de la vieillesse.